# Grzegorz Wojciechowski

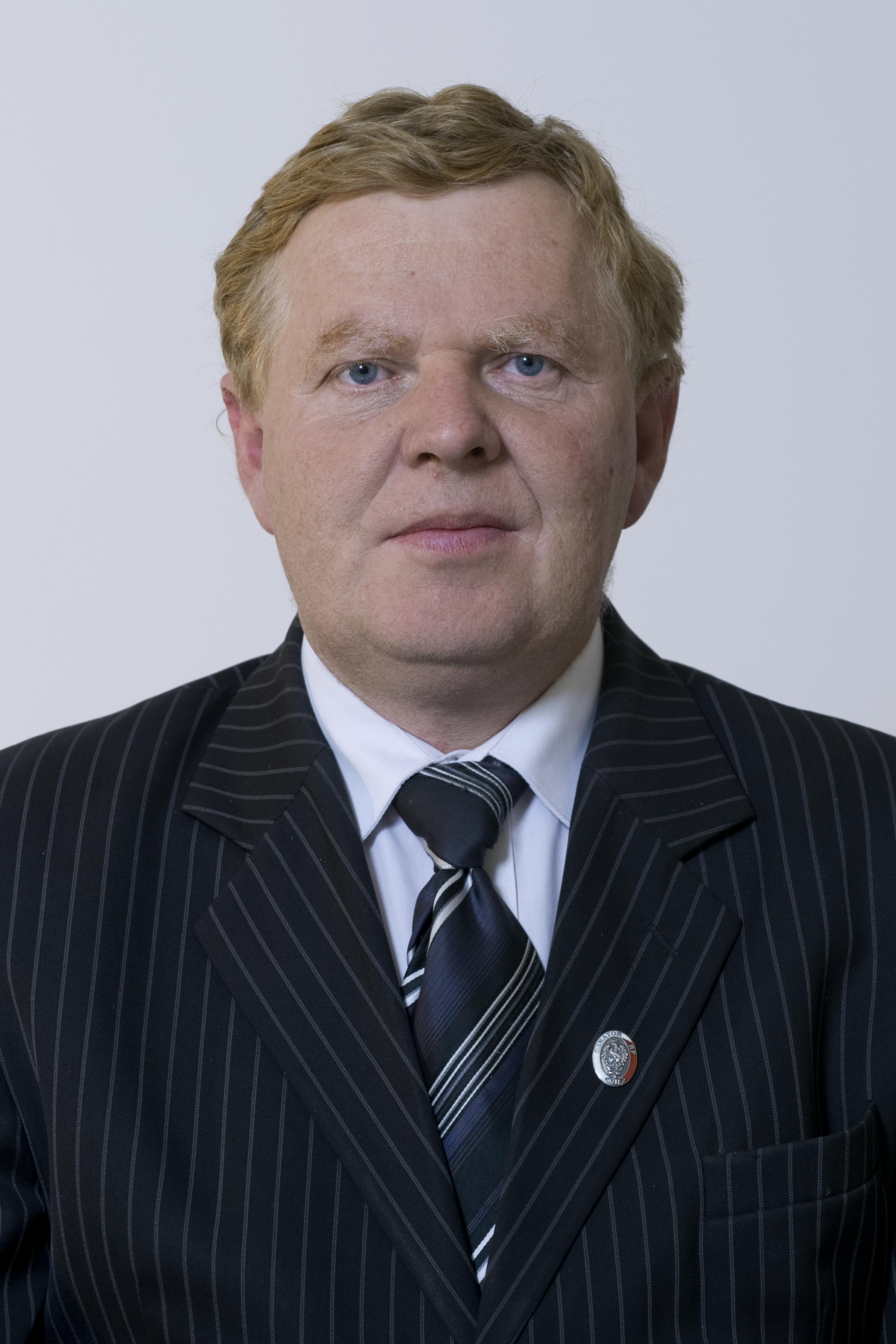
Grzegorz Wojciechowski (2011)

Grzegorz Michał Wojciechowski (* 25. August 1960 in Rawa Mazowiecka) ist ein polnischer Politiker (Prawo i Sprawiedliwość). Er war Senator in der VII. und VIII. Wahlperiode (2007–2015), von 2015 bis 2018 und von 2019 bis 2023 Abgeordneter des Sejm in der VIII. und IX. Wahlperiode und 2018/19 Vizemarschall der Woiwodschaft Łódź.

## Leben und Beruf
Von 1976 bis 1998 betrieb Grzegorz Wojciechowski einen landwirtschaftlichen Betrieb in Regnów. Während dieser Zeit studierte er an der Warschauer Naturwissenschaftlichen Universität und schloss sein Studium 1986 daselbst an der Fakultät für Landwirtschaft ab. Zwischen 1998 und 2002 arbeitete er zunächst als Lehrer an der weiterführenden Schule (Szkoła ponadgimnazjalna) in Głuchów und besuchte ein Aufbaustudium an der Fakultät für Technische Physik, Angewandte Mathematik und Informatik der Technischen Universität Łódź, das er 2001 abschloss. Anschließend war er bis 2007 Leiter der Regionalniederlassung der Agentur für die Umstrukturierung und Modernisierung der Landwirtschaft (Agencja Restrukturyzacji i Modernizacji Rolnictwa, ARiMR) in Rawa Mazowiecka.
Grzegorz Wojciechowski ist verheiratet und hat ein Kind. Sein Bruder ist der Jurist und Politiker Janusz Wojciechowski.

## Politik
Seine politische Karriere begann Wojciechowski als Mitglied und Vorsitzender des Gemeinderats in Regnów von 1998 bis 2006 für die Polskie Stronnictwo Ludowe, wechselte aber 2006 zur Stronnictwo „Piast“. Im Jahr 2006 nahm er an den Selbstverwaltungswahlen in Polen teil und kandidierte erfolgreich für die Prawo i Sprawiedliwość (PiS) für einen Sitz im Sejmik der Woiwodschaft Łódź. Im nächsten Jahr trat er bei der Parlamentswahl an, und konnte ein Mandat für den VII. Senat der Republik Polen im Wahlkreis Nr. 10 gewinnen. Er erhielt 81.692 (27,90 %) der abgegebenen gültigen Stimmen und konnte so zusammen mit seinem Parteikollegen Wiesław Dobkowski (76.708 Stimmen, 26,20 %) beide Mandate im Wahlkreis für die Prawo i Sprawiedliwość erringen. Während der Wahlperiode war er Mitglied des Ausschusses für Landwirtschaft und ländliche Entwicklung und des Ausschusses für Angelegenheiten der Europäischen Union. 2010 trat er dann der PiS auch bei.
Im Jahr 2011 kandidierte er erneut für einen Sitz im Senat der Republik Polen, dieses Mal aber nach dem Wechsel von Mehrpersonenwahlkreisen zu Einpersonenwahlkreisen im neu errichteten Wahlkreis Nr. 29. Dort setzte er sich mit 47.926 der gültigen abgegebenen Stimmen (38,85 %) gegen drei Gegenkandidaten durch. Während der VIII. Wahlperiode war er Mitglied in den gleichen Ausschüssen wie schon in der vorhergehenden Wahlperiode und nahm ab dem 26. November 2013 die Position des stellvertretenden Vorsitzenden des Ausschusses für Angelegenheiten der Europäischen Union ein.
Bei der Parlamentswahl in Polen 2015 kandidierte er nicht erneut für den Senat, sondern bewarb sich um ein Mandat für den Sejm im Wahlkreis Nr. 10. Im Wahlkreis errang die PiS fünf von neun Sitzen und Wojciechowski zog mit den zweitmeisten Stimmen innerhalb der Liste in den VIII. Sejm ein. Bei den Selbstverwaltungswahlen in Polen 2018 trat er erneut erfolgreich für ein Mandat im Sejmik der Woiwodschaft Łódź an und legte dafür sein Sejm-Mandat am 26. Oktober 2018 nieder. Im November des gleichen Jahres wurde er zum Vizemarschall der Woiwodschaft gewählt. Bei der Parlamentswahl 2019 kehrte er wieder in den Sejm zurück. Bei der Wahl 2023 verpasste er die Wiederwahl.